# Pajcseng
Pajcseng (egyszerűsített kínai írással: 白城市, pinjin: Báichéng Shì) prefektúra szintű város Kínában, Csilin tartományban. Lakosainak száma 1 551 378 fő (2020).

## Népesség
| 2010 | 2 032 356 |
| 2020 | 1 551 378 |